# Fiscalidad de género
Fiscalidad de género es una corriente de pensamiento enmarcada en la economía feminista que analiza las políticas fiscales desde una perspectiva de género. La justicia fiscal implica que los presupuestos públicos (tanto la recaudación, como el gasto público) sirvan para hacer efectivos los derechos de las personas, pero en la práctica las políticas fiscales no favorecen la redistribución de la riqueza equitativamente.
Desde esta perspectiva, se problematiza que tanto la tributación como el gasto público sean neutrales y ajenos al sexo de los sujetos económicos y se pone de manifiesto que el diseño de los sistemas impositivos integran una determinada concepción de modelo de organización social. Tener en cuenta la dimensión de género puede contribuir a la eliminación de las desigualdades entre hombres y mujeres, sin embargo, las políticas fiscales que son ciegas al género contribuyen a reforzar las normas sociales de género y la pobreza de las mujeres.
Esta corriente denuncia que el actual diseño impositivo parte de una concepción donde el patriarcado condiciona la sociedad, que se traduce en un marcado sesgo de género en los principales tributos, como el IVA y el IRPF. Los recortes sociales en las crisis económicas y el incremento de los impuestos indirectos, como el IVA, han acentuado estas diferencias a favor de los hombres. Según como se defina la imposición personal se generan distorsiones por razón de sexo, de estado civil y de tipología de familia de las personas contribuyentes.
Las políticas públicas reflejan, y potencian, un modelo de organización social basado en la familia de hombre sustentador/mujer cuidadora, aunque esa ya no es la única realidad. La mayor parte de las mujeres se han incorporado al trabajo asalariado (aunque no al empleo de calidad), mientras que los hombres siguen sin incorporarse al trabajo reproductivo; conformando un contexto social que es más bien el de hombre sustentador/mujer sustentadora y cuidadora. Sin embargo, persiste aún la falta de derechos y se mantienen las regulaciones que promueven la especialización de las mujeres en el trabajo doméstico y/o sumergido, así como el desentendimiento de los hombres de la esfera doméstica.

## Sesgos de Género
Janet Stotsky distingue entre sesgos de género explícitos y sesgos de género implícitos, trasladado a lenguaje jurídico dicha distinción es equivalente a las ideas de discriminación directa y discriminación indirecta por razón de género. Los sesgos de género explícitos se encuentran en las leyes y regulaciones cuando tratan de modo diferente a mujeres y a hombres. Este tipo de sesgos han sido eliminados en la mayoría de países occidentales. Los sesgos de género implícitos se producen cuando, debido a las normas sociales de género y al comportamiento económico, las leyes y regulaciones tienden a producir diferentes implicaciones para mujeres que para hombres que perjudican a las primeras.
La identificación de esta clase de sesgos de género indirectos resulta más difícil porque ello depende en gran medida de juicios de valor sobre lo que se considera deseable socialmente y económicamente. La normativa española, por la ley 30/2003, de 13 de octubre,[7] prevé la elaboración de informes de impacto de género de todas sus normativas con objeto de evitar que éstas incorporen sesgos implícitos o formas de discriminación indirecta.
El análisis de las políticas fiscales desde la perspectiva de género implica examinar los sesgos de género tanto el diseño legal de éstos como su aplicación, teniendo en cuenta (1) la desigual posición económica de hombres y mujeres tanto en el mercado de trabajo como en el ámbito privado y (2) la atribución a las mujeres de las tareas domésticas y de cuidado. Ambas desigualdades son fruto de las normas sociales de género existentes a nivel social referidas a la desigual atribución de roles y capacidades en función del sexo.
Por ejemplo, diversos estudios sobre los impuestos, tributos y precios públicos con perspectiva de género cuestionan:
1. Quién soporta la mayor carga de los impuestos. Se analiza la estructura tributaria y se determina de dónde provienen los recursos para asegurar que un incremento de los impuestos no recae injustamente sobre las personas que menos tienen. Por ejemplo, en el impuesto sobre la renta, para examinar quién soporta la mayor carga tributaria es necesario determinar si se grava más a los que más tienen y al revés, y ver dónde se ubican las mujeres. En los impuestos indirectos es importante conocer qué tipo de productos y servicios están gravados con este impuesto, qué tipo impositivo se aplica y qué productos están exentos, y observar cómo interactúa esta estructura con las normas sociales de género o incluso con el mero hecho de ser mujer, y los resultados que produce.[5]
2. Qué tipo de relaciones de género promueven. Esto es, si los impuestos refuerzan la subordinación de las mujeres a los hombres a través de la dependencia económica, en el marco de un modelo tradicional de familia.[5]

## Normativa
Tanto la UE como el Estado español están obligados a la aplicación del principio de igualdad entre hombres y mujeres así como con el enfoque de la transversalidad de género, a través del Tratado de Ámsterdam, la Constitución española de 1978 y la L.O.3/2007 para la Igualdad efectiva entre Mujeres y Hombres, respectivamente. (Fiscalidad en España). Sin embargo, las autoridades públicas no han prestado suficiente atención al impacto diferencial de género en las sucesivas reformas tributarias llevadas a cabo en España, incumpliendo las obligaciones legales establecidas.

## El Sistema fiscal
El sistema fiscal es un conjunto de elementos destinados a la recaudación y definición del gasto público por parte del Estado. Esto incluye a los impuestos y las leyes, así como a las instituciones encargadas de la labor de la recaudación y de las decisiones sobre la definición del esquema de gasto público y de su ejecución.
La política fiscal expresa la estrategia de desarrollo de los gobiernos y materializa sus prioridades y la orientación de sus políticas económicas y sociales, pues señala:
- Quiénes van a contribuir al sostenimiento de la economía, el bienestar social y el funcionamiento del Estado, con cuánto y cómo van a hacerlo[2]
- En qué, a quiénes y cómo el gobierno va a otorgar bienes y/o servicios, incentivos y/o beneficios[2]

Los impuestos son un componente fundamental de los sistemas fiscales, ya que de ellos depende lo amplio que pueda ser el “espacio fiscal” del Estado: es decir, la cantidad de recursos económicos con los que éste puede contar. Aunque el Estado tiene otros mecanismos de financiación por vías no-tributarias, los impuestos son los que permiten que tenga una base de ingresos sostenible en el tiempo.
Por otra parte, la política tributaria define quién y cómo se financia el gasto y la inversión pública. Por lo tanto, dependiendo de cómo, sobre quién y en qué magnitud recaiga la carga fiscal, puede tener implicaciones sobre la desigualdad, sea de una forma directa o indirecta.
Existen varios tipos de impuestos:
1. Los impuestos directos son aquellos que se establecen directamente sobre las fuentes de riqueza, la propiedad o la renta (ya sea de personas o instituciones). Un ejemplo es el impuesto sobre la renta.[2]
2. Los impuestos indirectos son aquellos que gravan actividades económicas como el consumo, la utilización o transmisión de un bien o servicio, la producción, o la comercialización. No consideran de forma directa la capacidad tributaria de las personas.[2]

## Principios básicos de la fiscalidad de género
Un sistema fiscal con enfoque de género es aquel que, en el diseño de sus políticas tributarias y presupuestarias, toma en cuenta lo siguiente:
- Que mujeres y hombres tienen necesidades e intereses diferentes y, en la mayoría de los casos, sufren de manera distinta los impactos de la acción pública.[2]
- Que es necesario analizar estas diferencias porque, de lo contrario, se generan desigualdades en el acceso a bienes, recursos, servicios y oportunidades, y asimetrías en la distribución de poder.[2]
- Que además de los aportes realizados en la esfera de la economía productiva, existen contribuciones económicas no remuneradas realizadas en la esfera no mercantil (mayoritariamente por mujeres) que son fundamentales para la producción de bienes, servicios, y para la sostenibilidad de la vida.[2]

La equidad en los sistemas fiscales desde una perspectiva de género (y en general, de las políticas económicas) implica que su implementación, sus medidas, sus contenidos y sobre todo, los impactos tengan en cuenta las desigualdades entre mujeres y hombres, y contribuyan de manera directa o indirecta a la superación de las mismas.
Asimismo, implica que las acciones contribuyen a mejorar situaciones concretas, como:
- El acceso equitativo a bienes y servicios públicos.[2]
- La generación de oportunidades para mujeres y hombres, principalmente en aquellas esferas donde las mujeres son tradicionalmente excluidas.[2]
- La corresponsabilidad del Estado, el mercado y el ámbito doméstico/privado (y de mujeres y hombres dentro de éste) en el cuidado y sostenibilidad de la vida.[2]

## Análisis del IVA español desde una perspectiva de género
Según el Informe La fiscalidad en España desde una perspectiva de género el  IVA español,  presenta  sesgos  de  género  en  cuatro  dimensiones: 
1. Las mujeres  disponen  de  menor  renta  que  los  hombres,  y  puesto  que  los impuestos indirectos cargan más a aquellas personas con menor nivel de renta, el análisis concluye que las mujeres soportan una mayor carga fiscal del IVA.[5]
2. Las  normas  sociales  de  género producen  patrones  de  consumo  distintos  según  el  sexo. Dichas normas atribuyen a las mujeresla función del cuidado de las personas dependientes, razón por la cual, las  mujeres  gastan  más  que  los  hombres  en  el  mantenimiento  del hogar,  la  vivienda,  la  salud  y  los cuidados. Los datos indican que el IVA discrimina por tipología de consumo según sexo, ya que los bienes del cuidado no se consideran bienes básicos exentos de IVA ni se les aplica un IVA súper-reducido, lo que perjudica  a  las mujeres  que  cargan  con un  mayor  peso  impositivo,  lo  que  hemos  denominado tasa  al cuidado.[5]
3. Los productos de higiene femeninos relacionados con la menstruación, tampoco gozan de IVA súper-reducido, lo  cual  produce un  impacto  desigual  en  la  incidencia  fiscal  que perjudica  a  las mujeres, únicas consumidoras de estos productos, generando la conocida como tasa al tampón.[5]
4. La existencia  de  productos  que  ven  su  precio  encarecido  por el  único  hecho  de dirigirse  a  las  mujeres, repercuten sobre el IVAincrementándolo, que de nuevo genera un impacto desigual de la carga tributaria que únicamente perjudica a las mujeres, más conocida como impuesto rosa.[5]

## Análisis del IRPF español desde una perspectiva de género
También, el Informe La fiscalidad en España desde una perspectiva de género, encuentra  sesgos  indirectos  de  género  en cuatro dimensiones referentes al IRPF español:
1. Las mujeres se concentran en niveles de renta más bajos y los hombres predominan  en los  niveles  medios  y  altos,  la  reforma  del 2014,  impacto  más  en  las rentas  medias, beneficiando  sobre todo  a  los  hombres,  que  se  sitúan  en  estas  franjas  en mayor proporción que las mujeres.[5]
2. La figura de la tributación conjunta característica del modelo fiscal  español, el  segundo preceptor,  que  casi  siempre  es  la mujer,  se  ve  penalizada  al acumularse  su  renta sobre  la  del cónyuge  y  aplicarle  un  tipo  impositivo  más  alto  del  que le correspondería, que además aumenta cuanto más alta sea la renta del cónyuge y más baja sea la de la mujer. Además la existencia de este mecanismo refuerza el modelo de familia tradicional y desincentiva la incorporación de las mujeres al mercado de trabajo.[5]
3. La ley vigente favorece las familias biparentales  sobre  las monoparentales, no solamente  como  efecto  de  la  declaración  conjunta,  sino porque  las  deducciones  para familias monoparentales –normalmente  más  pobres  y  encabezadas  por mujeres-  son menores a  las    deducciones  previstas  para  las  familias biparentales.[5]
4. También se identifican  sesgos  derivados  de  las  deducciones  y bonificaciones  presentes  en  la  Ley,  ya  que  estas tienden a favorecer a los grupos con mayores niveles de renta (los hombres, las familias numerosas vs las familiasmonoparentales, contribuyentes con un empleo formal vs a las amas de casa), perjudicando a las  mujeres,  puesto  que  ellas  se  sitúan  en  los  niveles  de  renta  inferiores,  normalmente  encabezan  las familias monoparentales, y muchas de ellas permanecen en el hogar.[5]